# Quận Becker, Minnesota
Quận Becker là một quận Minnesota, Hoa Kỳ. Quận lỵ đóng ở Detroit Lakes6. Theo điều tra dân số năm 2000 của Cục Thống kê Dân số Hoa Kỳ, quận có dân số 30.000 người 2.

## Địa lý
Theo Cục Thống kê Dân số Hoa Kỳ, quận có diện tích tổng cộng 3743 km2, trong đó có 349 km2 là diện tích mặt nước.

### Quận giáp ranh
- Quận Mahnomen (bắc)
- Quận Clearwater (đông bắc)
- Quận Hubbard (đông bắc)
- Quận Wadena (đông nam)
- Quận Otter Tail (nam)
- Quận Clay (tây)
- Quận Norman (tây bắc)

### Xa lộ
| - U.S. Highway 10 - U.S. Highway 59 - Minnesota State Highway 34 - Minnesota State Highway 87 | - Minnesota State Highway 113 - Minnesota State Highway 224 - Minnesota State Highway 225 |

## Thông tin nhân khẩu
Theo điều tra dân số 2 năm 2000, đã có 30.000 người, 11.844 hộ gia đình, và 8.184 gia đình sống trong quận hạt. Mật độ dân số là 23 người trên một dặm vuông (9/km ²). Có 16.612 đơn vị nhà ở với mật độ trung bình 13 trên một dặm vuông (5/km ²). ơ cấu chủng tộc của dân cư quận bao gồm 89,35% người da trắng, 0,19% da đen hay Mỹ gốc Phi, 7,52% người Mỹ bản xứ, 0,36% châu Á, Thái Bình Dương 0,01%, 0,24% từ các chủng tộc khác, và 2,32% từ hai hoặc nhiều chủng tộc. 0,77% dân số là người Hispanic hay Latino thuộc một chủng tộc nào. 32,2% là gốc Đức, 26,0% và 5,2% lần lượt là gốc Na Uy và Thụy Điển, theo điều tra dân số năm 2000.
Có 11.844 hộ, trong đó 31,30% có trẻ em dưới 18 tuổi sống chung với họ, 57,10% là đôi vợ chồng sống với nhau, 7,90% có một chủ hộ nữ và không có chồng, và 30,90% là các gia đình không. 26,90% hộ gia đình đã được tạo ra từ các cá nhân và 12,60% có người sống một mình 65 tuổi hoặc lớn tuổi hơn là người. Cỡ hộ trung bình là 2,49 và cỡ gia đình trung bình là 3.02. 

Tháp tuổi dân cư theo điều tra năm 2000.

Trong quận, độ tuổi dân cư được trải ra với 26,60% dưới độ tuổi 18,% 7,10 18-24,% 24,90 25-44,% 24,90 45-64, và 16,40% từ 65 tuổi trở lên người. Độ tuổi trung bình là 39 năm. Đối với mỗi 100 nữ có 99,40 nam giới. Cứ mỗi 100 nữ 18 tuổi trở lên, có 97,80 nam giới.
Thu nhập trung bình cho một hộ gia đình trong quận đạt 34.797 đô la Mỹ, và thu nhập trung bình cho một gia đình là 41.807 USD. Phái nam có thu nhập trung bình 29.641 USD so với 20.693 USD của phái nữ. Thu nhập bình quân đầu người là 17.085 USD. Giới 8,50% gia đình và 12,20% dân số sống dưới mức nghèo khổ, bao gồm 16,40% những người dưới 18 tuổi và 11,80% của những người 65 tuổi hoặc hơn.